# Grayson Waller
Matthew Farrelly, meglio noto con il ring name Grayson Waller (Sydney, 21 marzo 1990), è un wrestler australiano sotto contratto con la WWE.
In precedenza, Farrelly ha lottato dal 2017 al 2021 nel circuito indipendente come Matty Wahlberg.

## Carriera

### Circuito indipendente (2017–2021)
Il 15 aprile 2017, durante l'evento Newcastle Pro Wrestling, Farrelly fece il suo debutto come Matty Wahlberg perdendo contro SnapChad. In seguito, Wahlberg si alleò con Carter Dreams formando il team noto come The BABES (Blonde And Blue Eyed Squad) con Harley Wonderland come manager. Wahlberg tornò alla competizione singola affrontando, nel marzo del 2019, Caveman Ugg per il PWA Heavyweight Championship venendo sconfitto. Successivamente, dopo aver perso contro TJ Perkins, Wahlberg vinse il Colosseum Tournament nel 2019 sconfiggendo Chris Basso al primo turno, Orange Cassidy nelle semifinali e Travis Banks in finale.

### WWE (2021–presente)

#### NXT(2021–2023)
Nel 2021 la WWE annunciò di aver messo Wahlberg sotto contratto. Venne poi mandato al Performance Center per allenarsi, venendo poi assegnato al territorio di sviluppo di NXT e allo show dei pesi leggeri affiliato, 205 Live, dove debuttò come Grayson Waller nella puntata dell'11 giugno sconfiggendo Sunil Singh. Dopo aver combattuto diversi match a 205 Live, Apparve ad NXT nella puntata del 24 agosto facendo coppia con Drake Maverick venendo sconfitti dall'Imperium (Fabian Aichner e Marcel Barthel). Nella puntata di NXT 2.0 del 28 settembre affrontò Roderick Strong per l'NXT Cruiserweight Championship ma venne sconfitto. Il 5 dicembre, a NXT WarGames, Waller, Bron Breakker, Carmelo Hayes e Tony D'Angelo sconfissero il Team Black & Gold (Johnny Gargano, LA Knight, Pete Dunne e Tommaso Ciampa) in un wargames match.
Nella puntata di NXT del 7 dicembre effettuò un turn heel attaccando Johnny Gargano dopo che questi stava annunciando il suo temporaneo allontanamento dallo show. Successivamente, iniziò una rivalità con AJ Styles, e i due ebbero numerosi confronti nei rispettivi show, fino al match tra i due, svoltosi nella puntata di NXT 2.0 dell'11 gennaio, dove trionfò Styles. In seguito, dopo aver preso Sanga come bodyguard, riprese la sua rivalità con LA Knight, che culminò l'8 marzo, nella puntata speciale NXT Roadblock, dove Grayson trionfò sul suo rivale in un Last Man Standing match. Nella puntata di NXT 2.0 del 22 marzo sconfisse A-Kid inserendosi nel Ladder match per l'NXT North American Championship a NXT Stand & Deliver. Il 2 aprile, durante tale evento, prese appunto parte al Ladder match valevole per l'NXT North American Championship che comprendeva anche il campione Carmelo Hayes, Cameron Grimes, Santos Escobar e Solo Sikoa ma il match venne vinto da Grimes.
Nella puntata di NXT 2.0 del 12 aprile Waller e Sanga presero parte ad un Gauntlet match per il vacante NXT Tag Team Championship ma vennero eliminati dai Creed Brothers. A seguito di questa sconfitta licenziò Sanga, e la settimana dopo i due si affrontarono ad NXT 2.0 ma a prevalere fu Waller. Il 5 luglio, nella puntata speciale NXT The Great American Bash, affrontò Carmelo Hayes per l'NXT North American Championship ma venne sconfitto. Successivamente, entrò in una rivalità con Apollo Crews, da cui venne sconfitto il 22 ottobre a NXT Halloween Havoc in un Casket match.
Il 10 dicembre, a NXT Deadline, sconfisse Axiom, Carmelo Hayes, JD McDonagh e Joe Gacy nell'Iron Survivor Challenge diventando il contendente n°1 all'NXT Championship di Bron Breakker. Nella puntata speciale NXT New Year's Evil del 10 gennaio 2023 affrontò Breakker per l'NXT Championship ma venne sconfitto per count-out dopo la rottura della seconda corda del ring. Il 4 febbraio, a NXT Vengeance Day, affrontò nuovamente Breakker per l'NXT Championship in uno Steel Cage match ma venne sconfitto. Il 1º aprile, a NXT Stand & Deliver, venne sconfitto da Johnny Gargano con cui era in rivalità da poco tempo in un Unsanctioned match. Nella puntata speciale NXT Spring Breakin' del 25 aprile affrontò Carmelo Hayes per l'NXT Championship ma venne sconfitto.

#### SmackDown(2023–presente)
Il 1º maggio 2023, per effetto del Draft, venne promosso al roster di SmackDown. Fece la sua prima apparizione a SmackDown il 19 maggio con il suo Grayson Waller Effect ospitando AJ Styles, deridendolo poco dopo. Combatté il suo primo match nel roster principale il 7 luglio, a SmackDown, venendo sconfitto da Edge. La settimana dopo, a SmackDown, partecipò ad un fatal 4-way match insieme ad AJ Styles, Butch e Santos Escobar per potersi inserire in un match per determinare lo sfidante di Austin Theory per lo United States Championship ma a vincere fu Escobar. Il 5 agosto, a SummerSlam, prese parte ad una battle royal ma venne eliminato da Sheamus. Nella puntata di SmackDown del 13 ottobre Waller e Austin Theory affrontarono Cody Rhodes e Jey Uso per l'Undisputed WWE Tag Team Championship (formato dal Raw Tag Team Championship e dallo SmackDown Tag Team Championship) ma vennero sconfitti. Nella puntata di SmackDown del 15 dicembre venne sconfitto ed eliminato da Carmelo Hayes nel primo turno del torneo per determinare il nuovo sfidante di Logan Paul per lo United States Championship.
Nella puntata speciale NXT New Year's Evil del 2 gennaio affrontò Trick Williams per ottenere il suo posto come sfidante di Il'ja Dragunov per l'NXT Championship ma venne sconfitto a causa dell'intervento di Kevin Owens. Il 27 gennaio, alla Royal Rumble, partecipò all'omonimo incontro entrando col numero 3 ma venne eliminato da Carmelo Hayes. Nella puntata di SmackDown del 22 marzo Waller e Austin Theory sconfissero Luke Gallows e Karl Anderson ottenendo un posto per il match di qualificazione per il ladder match per l'Undisputed WWE Tag Team Championship a WrestleMania XL.
Il 6 aprile, a WrestleMania XL, Waller e Theory vinsero lo SmackDown Tag Team Championship in un six-pack tag team ladder match che comprendeva anche i campioni Finn Bálor e Damian Priest, New Catch Republic, il New Day, The Miz e R-Truth e i #DIY. Nel match era in palio anche il Raw Tag Team Championship, che venne vinto da R-Truth e The Miz (il 19 aprile il titolo venne poi rinominato WWE Tag Team Championship).
Persero le cinture nella puntata di SmackDown del 5 luglio contro i #DIY dopo 90 giorni di regno. Nella puntata successiva di SmackDown, persero la rivincita e fini la loro faida. L'otto ottobre, Theory e Waller sono tornati a NXT sfidando Nathan Frazer e Axiom per l'NXT Tag Team Championship, ma non sono riusciti a vincere. Nella puntata di SmackDown del 24 gennaio, il general manager dello show blu, Nick Aldis, ha annunciato che Theory e Waller si sarebbero trasferito a Raw. Nello stesso periodo hanno preso parte ad alcuni episodi di NXT, a Vengeance Day hanno affrontato Oba Femi in un triple threat match per il NXT Championship, con la vittoria del campione.

## Personaggio

### Mosse finali
- Rolling stunner
- Sit-out fireman's launching slam

### Soprannomi
- "21st Century Success Story"

## Titoli e riconoscimenti
- Future Wrestling Australia
  - FWA Heavyweight Championship (1)

- Newcastle Pro Wrestling
  - Newy Pro Middleweight Championship (1)
  - King of the Castles (2018) – con Dalton Castle

- Pro Wrestling Australia
  - PWA Colosseum Tournament (2019)

- Pro Wrestling Illustrated
  - 439º tra i 500 migliori wrestler singoli nella PWI 500 (2021)

- WWE
  - WWE Tag Team Championship (1)[36] – con Austin Theory

- Wrestling GO!
  - Wrestling GO! 24/7 Watermelon Championship (1)
  - Wrestling GO! Silver Medal Championship (1)
  - Wrestling GO! Year-End Awards (3)
    - Male Wrestler of the Year (edizione 2018)
    - Match of the Year (edizione 2018) - vs. Dalton Castle vs. Ricky South
    - Rivalry of the Year (edizione 2018) - vs. Ricky South